# Subregión de La Sabana (Nariño)
La subregión de La Sabana es una de las 13 subregiones del departamento colombiano de Nariño.
Comprende los municipios de Guaitarilla, Imués, Ospina, Sapuyes y Túquerres, que abarcan un total de 643 kilómetros cuadrados.

## Población
En 2015 la población comprendía un total de 75 692 habitantes, que correspondían al 4,56 % del total del departamento de Nariño; de estos 25 712 estaban ubicados en el sector urbano y 49 980 en el sector rural. En cuestión de género el 50 % eran hombres y el 50 % mujeres.

## Economía
Las principales actividades económicas están basadas en el sector agropecuario, destacándose el cultivo de la papa, trigo, cebada, maíz, arveja, hortalizas y pastos mejorados; igualmente es importante la explotación de los ganados bovino, porcino y otras especies menores. También cabe resaltar las actividades artesanal y comercial.